# دون مكاي
دون مكاي هو شاعر كندي، ولد في 1942 في أونتاريو في كندا.